# Foni Brefet
Il distretto di Foni Brefet è un distretto del Gambia nella Divisione della West Coast con 11.411 abitanti al censimento del 2003.

## Società

### Evoluzione demografica
In base ai dati del censimento 1993 la popolazione del distretto era così suddivisa dal punto di vista etnico:
| Etnia       | Abitanti | %     |
| ----------- | -------- | ----- |
| Mandingo    | 2.225    | 29,46 |
| Fulani      | 724      | 9,59  |
| Wolof       | 93       | 1,23  |
| Jola        | 3.810    | 50,45 |
| Serahule    | 36       | 0,48  |
| Altre etnie | 664      | 8,79  |